# Tegenpaus

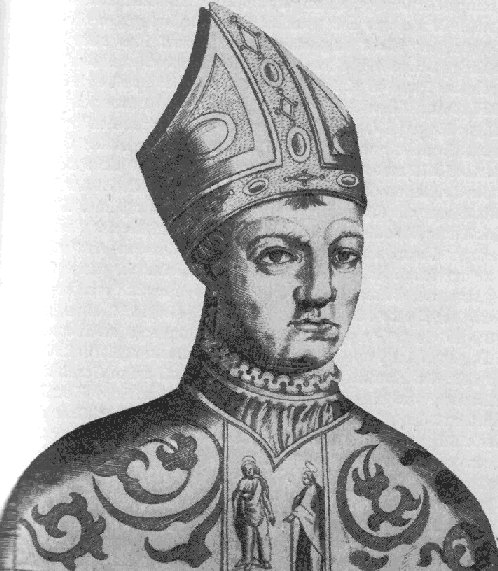
Tegenpaus Johannes XXIII

Een tegenpaus, of antipaus, is een uit protest verkozen katholieke kerkleider. In bepaalde turbulente periodes van de geschiedenis van de Rooms-Katholieke Kerk werd de gekozen paus door sommige groepen niet erkend. Deze verkozen dan hun eigen paus als zogenaamde tegenpaus. De eerste tegenpaus was Hippolytus (217-235), die werd gekozen uit protest tegen paus Calixtus I.
De meest verscheurende periode van tegenpausen was die van het Westers Schisma: van 1378 tot 1418.
Het was niet altijd duidelijk welke van de twee (of soms zelfs ook drie) rivaliserende pausen de "echte" was en welke de (of een) tegenpaus. De duidelijkheid die hierover tegenwoordig lijkt te bestaan is pas achteraf tot stand gekomen.
Volgens de traditionele geschiedschrijving is er sinds 1449 geen tegenpaus meer geweest. Recent waren er echter drie tegenpausen die enige bekendheid genoten: David Allen Bawden (van 1990 tot 2022), Manuel Alonso Corral (van 2005 tot 2011), en Lucian Pulvermacher (van 1998 tot 2009). Alle drie hadden ze overigens aanzienlijk minder volgelingen dan de vroegere tegenpausen.
Kardinalen die door tegenpausen werden gecreëerd, werden later pseudokardinalen genoemd.